# TOPIX Large 70
TOPIX Large70(일본어: トピックス ラージ70)는 TOPIX 뉴 인덱스 시리즈의 하나로 도쿄 증권 거래소 시장 제1부의 전 종목 중 70개 종목으로 구성된 주가 지수를 말한다. 시장의 실세를 보다 적절히 반영시키기 위해서 1년 1회(매년 9월) 구성 종목의 재검토가 이루어지고 있다. 도쿄 증권 거래소의 산출·공표되었다.

## 주식 목록
2015년 10월 30일 기준
- 1605 국제석유개발제석
- 1878 다이토 건탁
- 1925 다이와하우스 공업
- 1928 세키스이 하루스
- 2502 아사히그룹 홀딩스
- 2503 기린 맥주 홀딩스
- 2802 아지노모도
- 3402 도레이
- 3407 아사히 카세이
- 4188 미쓰비시 케미컬홀딩스
- 4452 카오
- 4507 시오노기 제약
- 4523 에이자이
- 4528 오노 약품공업
- 4568 다이이치산쿄
- 4578 오츠카그룹 홀딩스
- 4661 오리엔탈랜드
- 4901 후지필름 홀딩스
- 4911 시세이도
- 5020 JX홀딩스
- 5108 브리지스톤
- 5201 아사히 글래스
- 5401 신일철주금
- 5411 JFE홀딩스
- 5713 스미토모 금속광산
- 5802 스미토모 전기공업
- 6273 SMC
- 6301 고마쓰 제작소
- 6326 쿠보타 홀딩스
- 6367 다이킨 공업
- 6502 도시바
- 6503 미쓰비시 전기
- 6594 일본전산
- 6702 후지쯔
- 6861 키엔스
- 6971 교세라
- 6988 닛토덴코
- 7011 미쓰비시 중공업
- 7202 이스즈 자동차
- 7269 스즈키
- 7270 후지 중공업
- 7731 니콘
- 7741 HOYA
- 7974 닌텐도
- 8001 이토추 상사
- 8002 마루베니
- 8035 도쿄 일렉트론
- 8053 스미토모 상사
- 8113 유니참
- 8267 이온
- 8308 리소나 홀딩스
- 8309 미쓰이스미토모 트러스트홀딩스
- 8332 요코하마 은행
- 8591 오릭스
- 8601 다이와 증권그룹 본사
- 8630 손포재팬 닛폰코아 홀딩스
- 8725 MS&AD 인슈러런스 그룹 홀딩스
- 8750 다이이치 생명보험
- 8795 T&D 홀딩스
- 8830 스미토모 부동산
- 9021 서일본 여객철도
- 9064 야마토 홀딩스
- 9201 일본항공
- 9202 ANA홀딩스
- 9502 주부 전력
- 9503 간사이 전력
- 9531 도쿄 가스
- 9532 오사카 가스
- 9735 세콤
- 9983 패스트 리테일링

(종목 코드 순서)